# 斯文·塞朗厄
斯文·塞朗厄（瑞典語：Sven Selånger，1907年3月19日—1992年11月9日），瑞典男子北欧两项运动员。他曾代表瑞典参加1928年、1932年和1936年冬季奥林匹克运动会，其中1936年冬季奥运会获得一枚银牌。